# 비야레알 CF B
비야레알 CF B(Villarreal Club de Fútbol B)는 스페인 발렌시아 지방의 도시인 비야레알을 연고로 하는 축구 클럽으로, 비야레알 CF의 리저브 팀이다. 이 클럽은 1999년에 창단되었으며 현재는 세군다 디비시온에 참가하고 있다.

## 선수 명단

### 현역
참고: FIFA 자격 규정에 따라 소속된 국가대표팀 국기를 표시합니다. 선수는 복수의 FIFA 비회원국 국적을 가지고 있을 수 있습니다.
| 번호 | 포지션 | 국적   | 이름            |
| ---- | ------ | ------ | --------------- |
| 1    | GK     | 안도라 | 이케르 알바레스 |

| 번호 | 포지션 | 국적     | 이름            |
| ---- | ------ | -------- | --------------- |
| 21   | FW     |          | 슬라비          |
| -    | MF     | 에콰도르 | 리베르만 토레스 |

## 역대 감독
| 감독                   | 임기        |
| ---------------------- | ----------- |
| 루이스 가르시아 플라사 | 2005 ~ 2006 |
| 하비 그라시아          | 2010 ~ 2011 |

## 같이 보기
- 비야레알 CF